# Cody Kasch
Cody Reed Kasch, noto semplicemente come Cody Kasch (Camarillo, 21 agosto 1987), è un attore statunitense.
Deve la sua fama all'interpretazione di Zach Young, ragazzo psicologicamente instabile per la morte della madre, in Desperate Housewives.

## Doppiatori italiani
Nelle versioni in italiano delle opere in cui ha recitato, Jason Sklar è stato doppiato da:
- Davide Perino in Desperate Housewives - I segreti di Wisteria Lane, CSI - Scena del crimine
- Davide Garbolino in Normal, Ohio
- Flavio Aquilone in Law & Order - Unità vittime speciali
- Stefano Crescentini in Criminal Minds